# Suédois du Nord
Vous lisez un « bon article » labellisé en 2014.
Le Suédois du Nord (suédois : Nordsvensk brukshäst) est une race de chevaux de trait polyvalents, développée en Suède à partir de l'ancien cheval de travail scandinave. Croisé avec diverses races nordiques et notamment des Frison, il l'est exclusivement avec le Døle Gudbrandsdal norvégien à partir du XXe siècle, ce qui le rend très proche de ce dernier. Son registre est ouvert en 1909, suivi en 1924 d'un registre séparé pour le type trotteur de la race. Des tests très sélectifs sont mis en place, incluant épreuves de traction et mesures au tractomètre. Le haras de Wången a joué un grand rôle dans la sélection du Suédois du Nord.
Ce cheval de format moyen, trapu et vif, porte une robe de couleur unie et souvent foncée. Il est particulièrement rustique et résistant aux maladies. La variante la plus légère de ce cheval est un trotteur, qui fait partie des races à sang froid. Le Suédois du Nord est désormais populaire comme cheval de selle et de course au trot, mais il reste employé dans l'agriculture et pour le débardage dans les forêts suédoises. La race est assez rare, et ne s'exporte pas.

## Histoire
Le Suédois du Nord constitue l'une des deux races de chevaux autochtones de Suède, avec le poney de l'île de Gotland. En effet, les races de l'Ardennais suédois et du Selle suédois sont issues de chevaux d'importation.

### Origine
Le Suédois du Nord est également appelé « trotteur suédois du Nord-Hestur » puisque la race se divise en deux types, un cheval de trait et un trotteur. Elle est assez récente, son origine ne remontant pas au-delà des années 1900. C'est un cheval à sang froid issu des populations équines de l'ancienne Scandinavie, à l'époque où des chevaux de travail de diverses origines sont employés dans les fermes. Jusqu'à la fin du XIXe siècle, les chevaux de travail suédois n'ont pas de type marqué et différentes races sont mélangées. Les chevaux du Nord de la Suède (Hälsingland et Jämtland) sont toutefois plus lourds que dans d'autres provinces. Ils sont croisés à plusieurs races importées, notamment des Frison, mais aussi des Pur-sang et des chevaux lourds. Le Suédois du Nord est étroitement apparenté à la race norvégienne du Døle, et au Finlandais, qui est comme lui un petit cheval de travail vif sélectionné pour son trot. Tous trois descendent de chevaux scandinaves primitifs.

### Formalisation

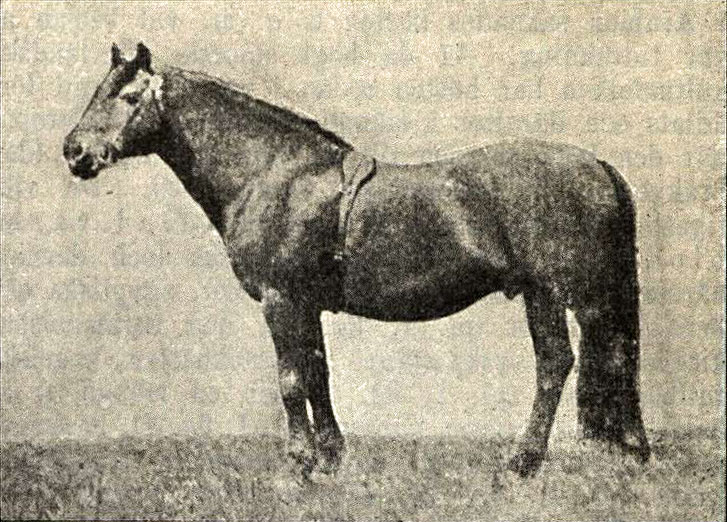
Photographie d'un Suédois du Nord vers 1910.

À la fin du XIXe siècle, la volonté d'obtenir un cheval de trait plus apte à déplacer des machines de plus en plus pesantes fait que le Suédois du Nord est croisé avec le Clydesdale et d'autres races de trait lourd provenant de toute l'Europe. C'est à la même époque qu'une société de race est créée afin d’homogénéiser ces animaux, et pour répondre à la disparition du type originel de la race. La mode du Pur-sang, employé pour croiser avec les races locales et donner des chevaux de guerre (notamment à Strömsholm) contribue aussi à raréfier la race autochtone. La prise de conscience du phénomène débute dans les années 1890. En 1894, un travail de sélection pour « purifier » les lignées indigènes est entrepris. Les éleveurs des vallées du sud de la Dalécarlie font appel au vétérinaire Wilhelm Hallander, qui introduit le nom officiel de la race, Nordsvenska Hästen (cheval Suédois du Nord), en 1900.
Des croisements sont effectués entre les Suédois du Nord les plus proches de l'ancien type et des étalons Døle Gudbrandsdal en provenance de Norvège,, en raison d'une pénurie d'étalons de trait dans toute la Suède. Dès 1903, le haras de Wången, dans le Jämtland, va jouer un rôle crucial dans le développement de cette race. Il sélectionne chaque année une vingtaine de poulains parmi les meilleurs. Il donne naissance au fil du temps à plus de 700 étalons, dont des chefs de race. En 1909, un premier registre généalogique est créé pour le Suédois du Nord, dont le succès est croissant.
Dans les années 1920, des tests de performances rigoureux pour les animaux reproducteurs sont introduits par le haras de Wången et les éleveurs. Ils incluent des épreuves et des tests basés sur la puissance et la force de traction : la traction de grumes sur des terrains difficiles, traction d'un chargement de bûches, et test au dynamomètre (tractomètre). Ces tests perdurent de nos jours. En 1924, l'association officielle du Suédois du Nord est créée. Elle un registre généalogique avec une section séparée pour le type trotteur de la race,,, et édite depuis chaque année les registres du Suédois du Nord et du Trotteur Suédois du Nord. En 1949, l'association de race revoit les méthodes de sélection et organise des jours de test annuels, basés sur la mesure des performances de chaque animal. La motorisation de l'agriculture met cette race en péril, comme de manière générale tous les chevaux de trait d'Europe. La demande diminue et les prix s'effondrent. À la suite d'une décision politique, le haras de Wången est fermé en 1996.

## Description

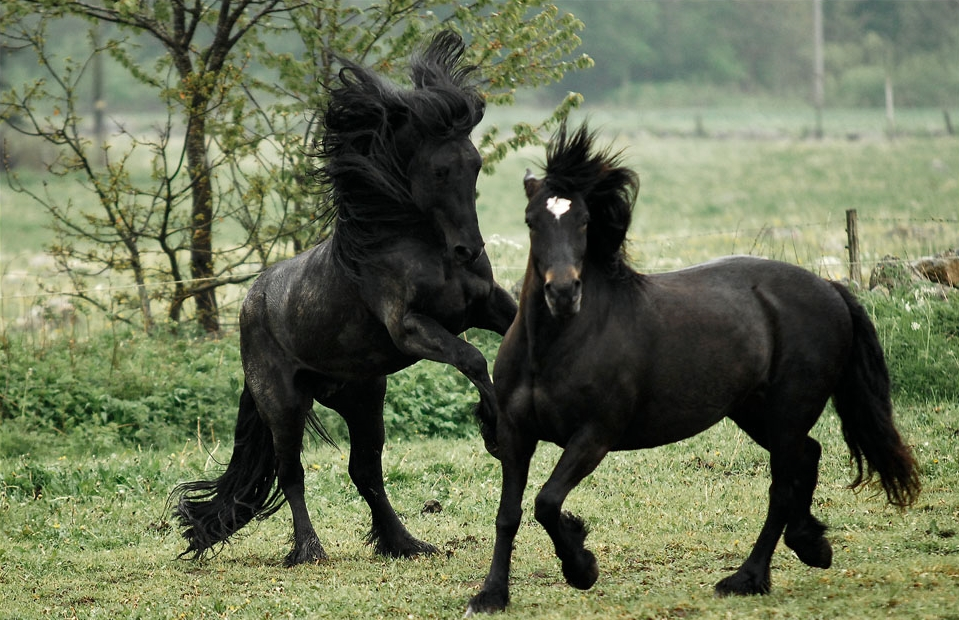
Étalon et jument Suédois du Nord.

Plusieurs sources le considèrent comme un cheval de trait léger, ou un « cheval universel ». Il ressemble beaucoup à son proche parent, le Døle, rappelant les populations de chevaux primitives des forêts de l'Europe du Nord.

### Taille et poids
L'estimation de la taille varie selon les sources : de 1,50  à   1,52 m d'après Judith Draper, 1,51  à   1,53 m selon Caroline Silver, 1,52 m pour les juments en moyenne et 1,57 m pour les étalons selon Bonnie Lou Hendricks de l'Université de l'Oklahoma et le site officiel suédois de la race, 1,60 m en moyenne selon Hubrecht. Le poids moyen des mâles va de 630  à   750 kg, celui des femelles de 530  à   400 kg. La conformation est ramassée, compacte et robuste, tout en restant relativement légère pour un cheval de trait. En dépit de sa taille, ce cheval est très solide. Il existe deux types différenciés, le cheval de trait et le trotteur, avec deux objectifs d'élevage différents : un cheval de travail polyvalent, et un cheval de course.

### Morphologie

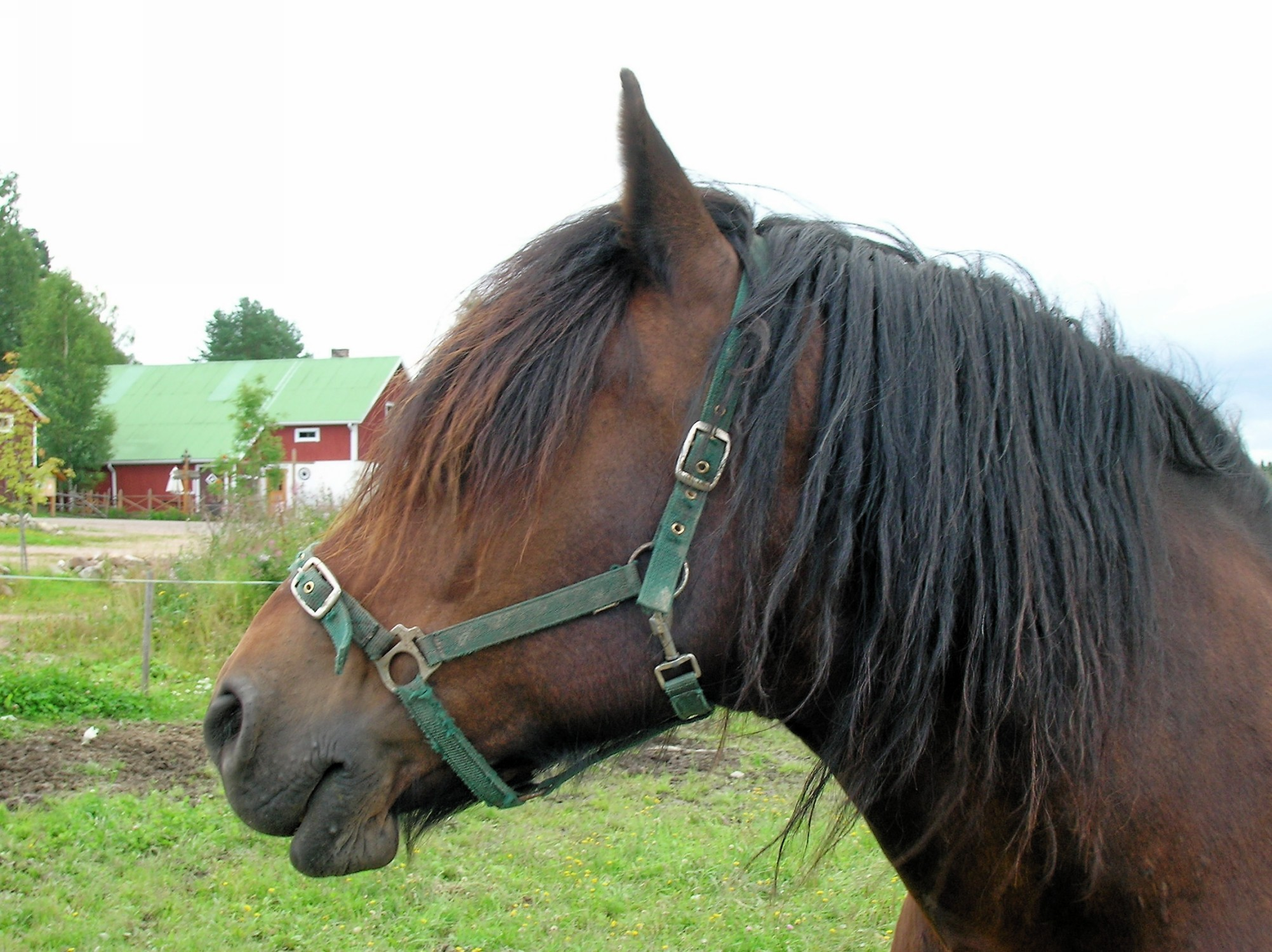
Tête d'un hongre Suédois du Nord bai.

Le modèle est médio-bréviligne. Il est dans l'ensemble plutôt trapu, avec une tête volumineuse, ou de proportions moyennes, parfois lourde, mais expressive, au profil rectiligne,,. Les oreilles sont longues,, et les yeux petits, les ganaches sont fortes et le nez est fin, ce qui lui confère un aspect triangulaire vue de face. L'encolure est courte,, de forme rouée, épaisse, très musclée et portée haut,, sur une base large. 
Les épaules sont fortes, musclées et inclinées, le garrot est large, bas et musclé, le corps est doté d'un thorax bien développé, ample et profond,. Le dos est droit, plutôt long mais fort et musclé. Le corps dégage une impression générale de profondeur, de longueur et de puissance. Le ventre est rond et a du volume. L'arrière-main est arrondie, les reins sont larges et la croupe ample et inclinée,,. La queue est attachée bas,. Les jambes sont courtes et lisses, avec une ossature substantielle, des articulations larges et des tendons solides. Le pied est large et solide, de forme ronde,. Le Suédois du Nord présente des fanons au bas des membres, peu fournis selon Silver, touffus selon Bongianni. La crinière et la queue sont longues et abondantes,, la crinière étant le plus souvent flottante sur l'encolure. 

### Robe

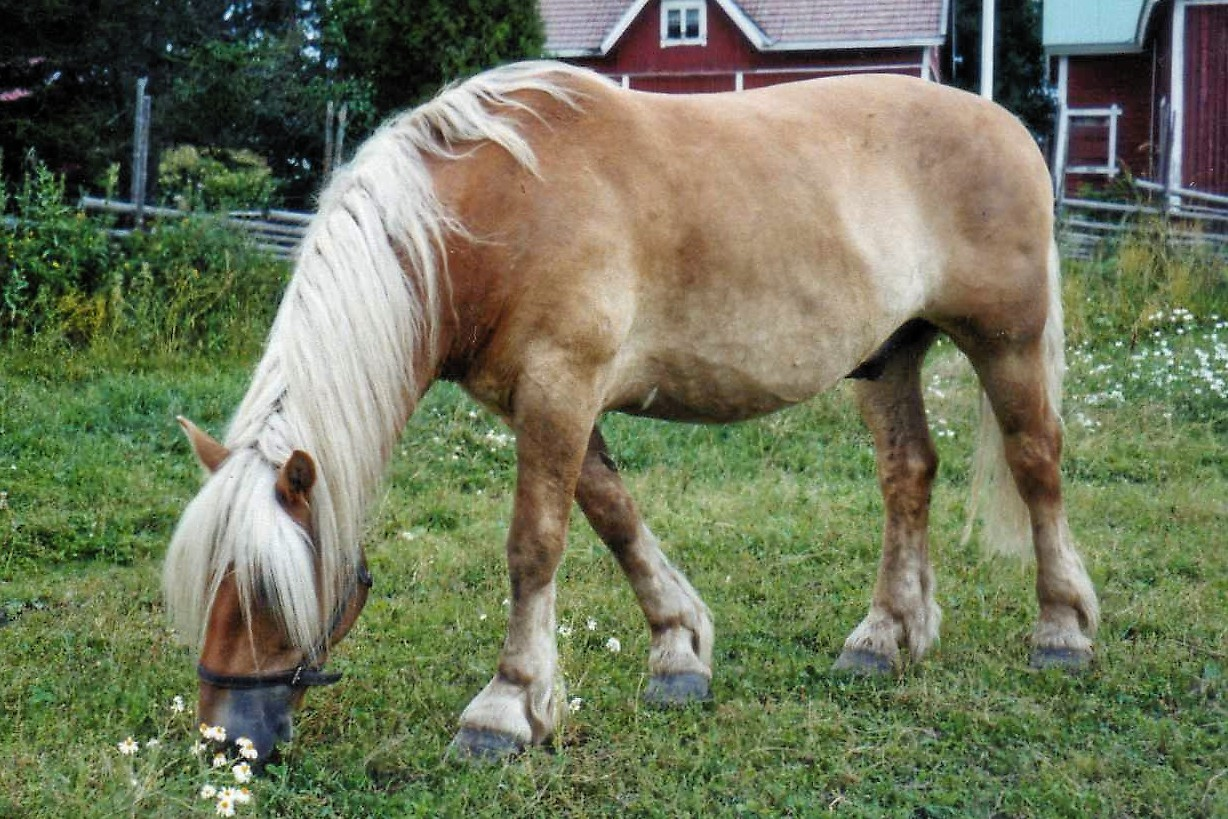
Suédois du Nord de robe palomino.

Ce cheval est toujours de robe unie, généralement le bai, le bai-brun ou le noir, plus rarement l'alezan. Des robes porteuses du gène Dun (comme le bai dun) sont également représentées,, ainsi que celles avec le gène Crème, donnant des isabelle et des palomino. Le louvet est également répertorié.

### Tempérament, entretien et allures
Le Suédois du Nord est réputé fort et résistant, d'un bon tempérament avec une bonne volonté. La race est connue pour sa grande longévité et sa bonne santé,,. Il est économique à nourrir et peu sensible aux maladies. Le Suédois du Nord possède un trot allongé et énergique. Il est puissant et ses foulées sont énergiques, longues et nettes,. Sa locomotion rappelle davantage le Pur-sang que le cheval de trait lourd.

### Sélection
L'élevage est strictement contrôlé, il est réputé pour sa rigueur. Le test de traction introduit en 1928 est toujours pratiqué. Les étalons et les juments utilisés pour la reproduction sont testés tous les ans, généralement sur le travail de fond, et parfois à l'occasion du passage d'un véhicule spécialement affrété par l'association de la race. Les animaux destinés à la reproduction sont eux aussi testés. Les qualités souhaitées dans un élevage sont un bon caractère (le tempérament est vérifié), une bonne capacité de traction et de la fertilité : les chiffres de fertilité des étalons sont collectés depuis de nombreuses années. Les jambes et les sabots de chevaux sont examinés par rayons X, afin d'écarter les maladies et tares héréditaires, comme la maladie de l'os naviculaire. L'association suédoise de la race a introduit l'enregistrement des poulains en 1992, afin qu'ils se voient attribuer un passeport valide dans l'Union européenne. En 2002, une étude menée à l'université d'Uppsala sur la consanguinité de la race révèle un taux acceptable, qui a cependant augmenté avec la raréfaction des lignées disponibles. L'association de race reste vigilante pour que ce taux n'augmente pas.

## Utilisations

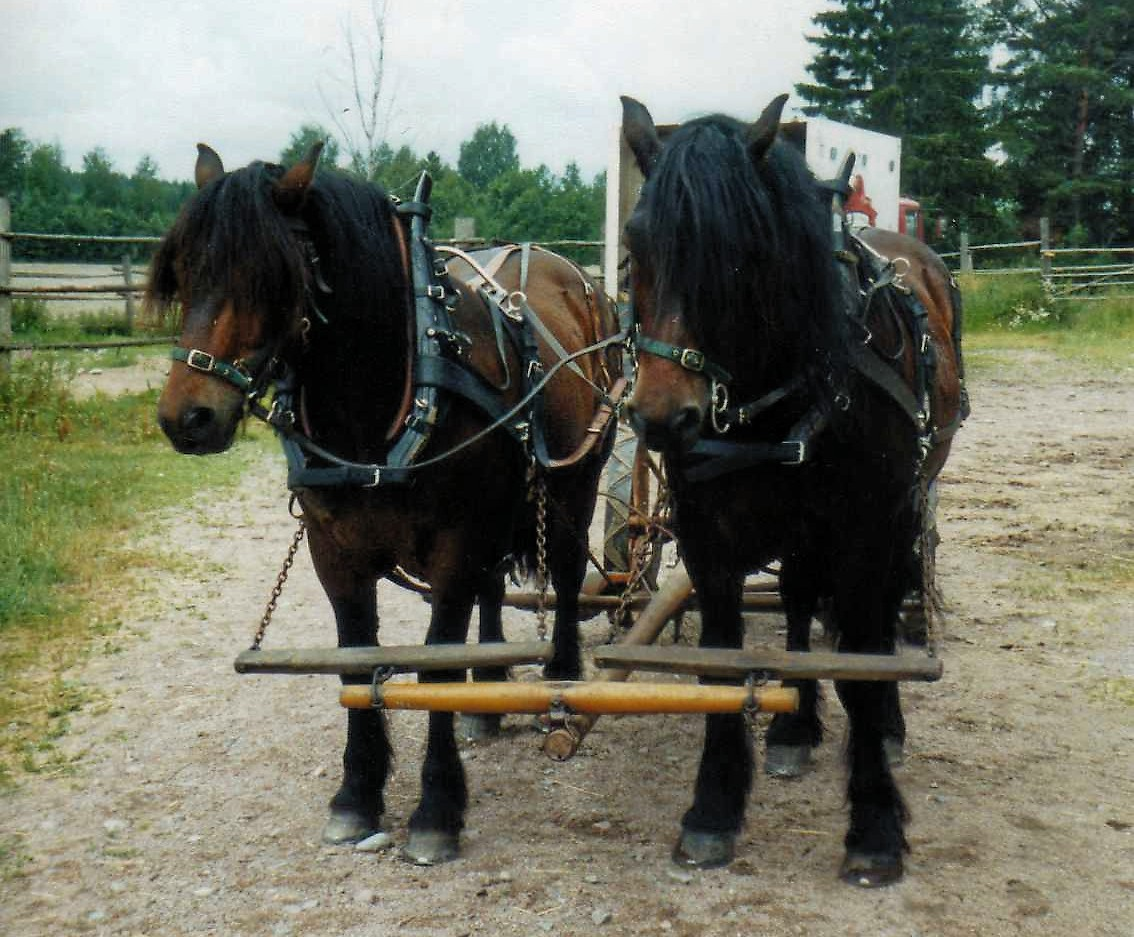
Attelage de Suédois du Nord.

Par le passé, ce cheval était destiné aux armées principalement comme cheval d'artillerie, aux travaux agricoles et aux travaux forestiers. Il sert désormais tant à la traction que sous la selle. Le Suédois du Nord a été croisé pour donner le Grand Žemaitukas de Lituanie.

### Travail et loisirs
Les Suédois du Nord sont bien adaptés aux travaux agricoles et forestiers, et continuent à travailler au débardage dans les forêts de leur pays d'origine,. Ils ont longtemps été considérés comme sans rivaux pour cette tâche. Ils peuvent travailler dans des conditions climatiques rigoureuses, en terrain difficile et en espace confiné. L'association suédoise de la race promeut son utilisation sous la selle et pour toutes les disciplines (obstacle, dressage, complet et western) et les loisirs équestres, notamment en randonnée, où il a l'avantage de pouvoir être monté par des cavaliers corpulents.

### Croisements pour les courses de trot
Le Suédois du Nord est à l'origine du Trotteur scandinave, ou « Trotteur suédois du Nord-Hestur », l'une des rares races de chevaux à sang froid utilisées dans des courses de trot attelées. Il peut courir plus vite que certaines races de trot pourtant plus légères. Beaucoup d'étalons trotteurs sont importés de Norvège et issus de Døle Gudbrandsdal.

## Diffusion de l'élevage

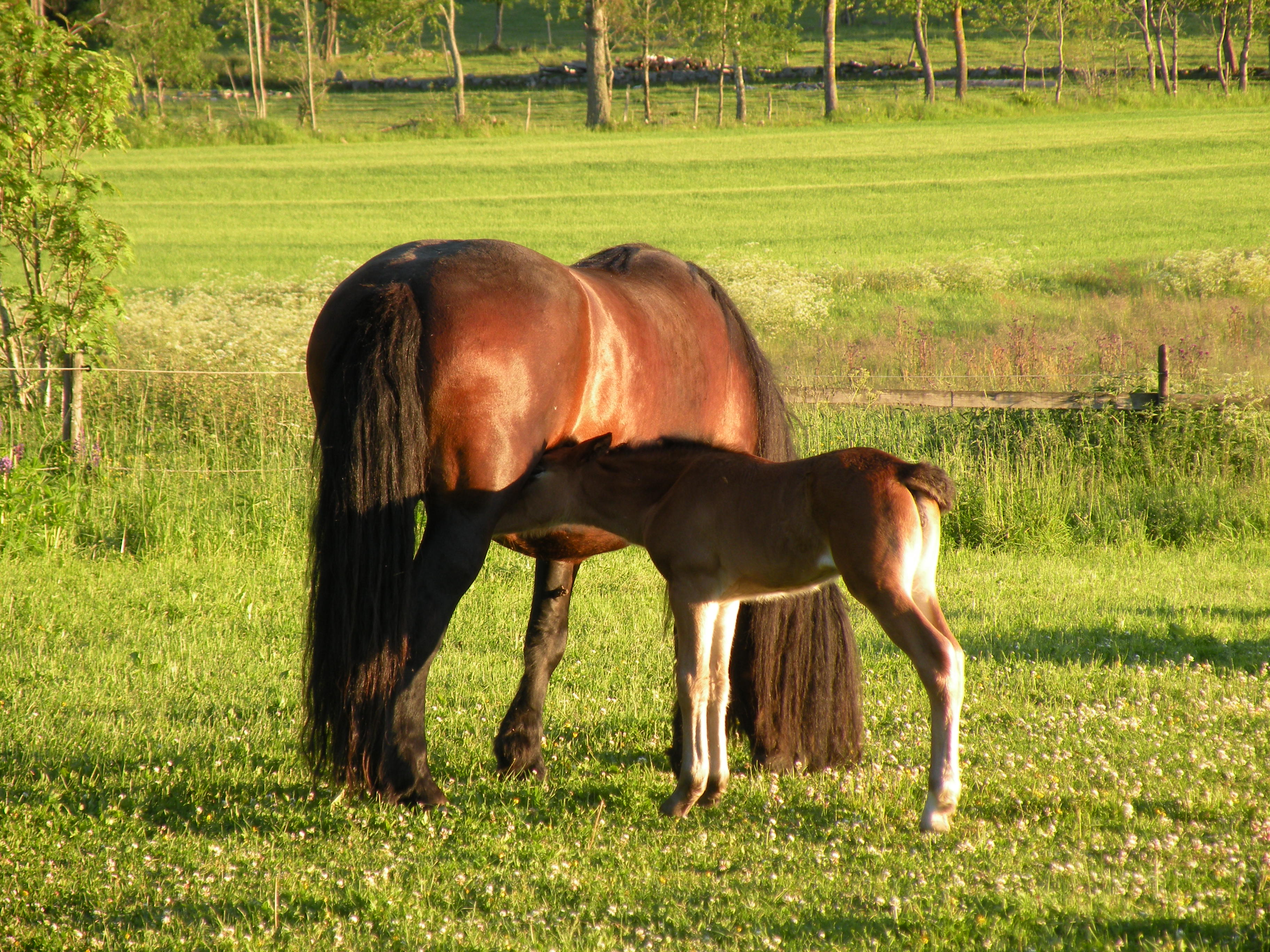
Jument et poulain Suédois du Nord.

Le Suédois du Nord est considéré par l'étude de l'université d'Uppsala (2010) comme une race à diffusion locale, qui n'est pas menacée d'extinction (2010). Pourtant, d'autres sources estiment qu'à l'échelle mondiale, la race est rare et menacée. Environ 4 500 animaux ont été recensés en 2005. Par ailleurs, l'ouvrage Equine Science (4e édition de 2012) le classe parmi les races de chevaux de trait peu connues au niveau international.
Si le Suédois du Nord est longtemps resté dans son environnement d'origine, le Nord de la Suède (région de Norrland), il a gagné tout le pays au fil du XXe siècle. Le haras de Wången en détenait beaucoup de représentants, notamment des étalons de travail, bien que leur nombre ait diminué au fil du temps. Les trotteurs sont surtout présents dans le Nord du pays.